# Because of You (canção de Gustaph)
"Because of You" é uma canção do cantor belga Gustaph, lançada como single a 13 de janeiro de 2023. A canção representou a Bélgica no Festival Eurovisão da Canção de 2023 após vencer o Eurosong 2023. Na competição europeia, terminou em 7.º lugar na final, com 182 pontos. Alcançou a segunda posição nas paradas de singles da Bélgica e foi certificado como platina. Também atingiu mas paradas da Austrália, Lituânia, Suécia, Holanda e Reino Unido.

## Contexto e composição
Numa entrevista ao fansite da Eurovisão, ESC Bubble, Gustaph comparou suas duas canções para o Eurosong 2023, «The Nail» e «Because of You». O cantor descreveu ambas as músicas como um chamado para celebrar a liberdade e «a alegria de ser quem és». Gustaph, que é homossexual, contou que suas experiências de estar na comunidade e querer ser ele mesmo inspiraram-no em ambas as músicas. No entanto, ele descreveu «Because of You» como uma música mais leve, um «hino de clube». Em outras entrevistas com Wiwibloggs, Gustaph descreveu a música como um «poema à comunidade queer», afirmando que sua música era significativa para as pessoas da comunidade LGBTQ+.